# Grote bruine vruchtduif
De grote bruine vruchtduif (Phapitreron amethystinus) is een duif die alleen voorkomt in de Filipijnen.
De Filipijnse namen voor deze vogel zijn Limukon of Kuro-Kuro.

## Algemeen
De grote bruine vruchtduif is de grootste soort uit het geslacht Phapitreron. De mannetjes en vrouwtjes lijken sterk op elkaar. De vier ondersoorten zijn te onderscheiden door de kleur van de onderzijde. Die is bruin in het geval van P. a. amethystina en P. a. imeldae en grijs in het geval van P. a. frontalis en P. a. maculipectus.
De kop van de grote bruine vruchtduif is grijs aan de bovenzijde. Onder de ogen loopt een zwart lijn met daaronder een vaalwitte lijn. De nek en bovenzijde van de rug is paars. de rest van de rug, de stuit, staart en vleugels zijn grijsachtig bruin. De hals is roestkleurig bruin, de borst grijsbruin. Dit wordt grijzer richting de buik. De onderzijde van de buik en onderkant van de staart zijn kaneelkleurig. De snavel is zwart, de ogen kastanjebruin en de poten paarsachtig rood.
Deze soort wordt inclusief staart zo'n 26,5 centimeter en heeft een vleugellengte van 15 centimeter.

## Ondersoorten en verspreiding
Er worden vier ondersoorten onderscheiden:
- P. a. amethystina: noordelijke, oostelijke en zuidoostelijke Philipijnen.
- P. a. imeldae (Marinduque)
- P. a. maculipectus (Negros)
- P. a. frontalis (Cebu)

## Leefgebied
De grote bruine vruchtduif leeft in primaire en secundaire bossen, voornamelijk in hoger gelegen gebieden, tussen 500 en 2000 meter hoogte. Ze is echter ook wel in laagland te vinden. De grote bruine vruchtduif leeft meestal alleen of in paartjes in de toppen van de bomen.

## Voedsel
De grote bruine vruchtduif eet zoals haar naam al aangeeft, vruchten.

## Voortplanting
Deze vogelsoort paart van februari tot en met juni. Over het nest en de eieren is vanuit het wild niets bekend.